# Rommel Fernández Gutiérrez
Rommel Fernández Gutiérrez (15 de gener de 1966 - 6 de maig de 1993) va ser un futbolista panameny, que ocupava la posició de migcampista atacant.

## Trajectòria

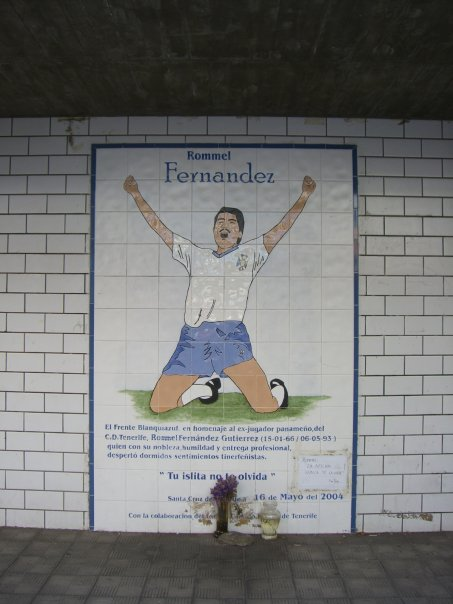
Homenatge a Rommel Fernández al camp del Tenerife.

Va començar a destacar al seu país en clubs com Atlético Panamá o Alianza Panamá. El 1986 recala al CD Tenerife, de la Segona divisió espanyola, on va destacar com un dels referents ofensius de l'equip canari. El seu club aconsegueix l'ascens a primera divisió a l'estiu de 1989, i eixa temporada, marca 10 gols, sent proclamat millor jugador americà de la lliga espanyola. L'any següent, l'agència EFE el va nomenar millor jugador iberoamericà del campionat.
L'estiu de 1991 fitxa pel València CF per formar la dúpla atacant amb el búlgar Luboslav Penev. Però, a l'equip de Mestalla signa una campanya discreta. L'any següent és cedit a l'Albacete Balompié, amb qui marcaria set gols en 18 partits.

## Internacional
Va ser internacional amb la selecció del Panamà en nombroses ocasions mentre durava la seua estada al campionat espanyol.

## Mort i llegat
Rommel Fernández va morir el 6 de maig de 1993 prop d'Albacete, víctima d'un accident de trànsit: va perdre el control del seu vehicle en un revolt i va xocar contra un arbre. En el seu honor, el panameny Estadio de la Revolución va rebre la nova denominació d'Estadio Rommel Fernández.